# Saint Gurthiern
Saint Gurthiern ou saint Gunthiern est un saint originaire de Grande-Bretagne, fondateur de la première abbaye de Quimperlé, et dont la vie plus ou moins légendaire nous est connue grâce à des hagiographies.

## Sa vie
Fils d’un des rois bretons de Cambrie qui, ayant tué dans une bataille son propre neveu sans le connaître, en fut tellement pénétré de douleur que dès lors, foulant aux pieds les grandeurs et même la couronne qui lui était préparée, il résolut de se retirer dans la solitude pour y gémir et faire pénitence le reste de ses jours.
S’étant donc dérobé à la vigilance de ses courtisans et de ses domestiques, il se retira dans un lieu désert et affreux, situé entre deux montagnes au nord de la Grande-Bretagne, où il vécut près d’un an, caché aux yeux des hommes. S’y voyant enfin découvert et craignant qu’on ne l’obligeât à rentrer à la cour, il passa à une solitude encore plus reculée sur les bords de la rivière Tamar, où il demeura plusieurs années.
De là, il vint en l’île de Groix près de l’embouchure du Blavet, et il y séjourna quelque temps connu seulement des pêcheurs de l'île. Mais le seigneur du lieu qui fut averti de sa présence lui témoigna beaucoup de respect, et le fit connaître au comte Gralon, seigneur suzerain de l’île. Ce prince aussitôt le fit prier de venir le voir.
Le saint obéit et Gralon fut si content et édifié de sa vertu et surtout de son humilité qu’il voulut le retirer de son rocher de Groix, et pour l’y engager il lui donna un terrain admirable par sa situation nommé Anaurot au confluent des rivières Isole et Ellé avec mille pas de terre alentour et le territoire de la paroisse de Baye. Ce fut en ce lieu qu’on nomma depuis Quimperlé (qui signifie confluent d'Ellé) que saint Gurthiern bâtit un monastère sur les rives de la Laïta. Ce monastère sera ruiné en 868 par les Vikings.
Saint Gurthiern établit son ermitage à Locoyarne au sud d’Hennebont dans la grotte qui porte toujours son nom. La Chapelle Saint-Gunthiern de Locoyarn est l’une des plus anciennes du Morbihan, de style roman, elle fut édifiée à la fin du IXème sur les rives du Blavet. La toponymie du village est une déformation de son nom en Breton. La Chapelle fut l’objet d’une dévotion particulière pendant les pèlerinages.